# Andrej Kadlec
Andrej Kadlec (* 2. února 1996) je slovenský profesionální fotbalista, který hraje jako pravý obránce za český klub FK Mladá Boleslav.
Je bývalým reprezentantem Slovenska do 17, 19 a 21 let.
Ve slovenské lize debutoval 26. dubna 2014 za Žilinu proti Spartaku Trnava, nastoupil jako náhradník. Do Spartaku později přestoupil a vyhrál s ním Fortuna Ligu 2017/18.